# 자율신경계
자율신경계(自律神經系, 영어: autonomic nervous system, ANS)는 말초신경계에 속하는 신경계로 평활근과 심근, 외분비샘과 일부 내분비샘을 통제하여 동물 내부의 환경을 일정하게 유지하는 역할을 한다. 자율신경이란 이름은 대뇌의 직접적인 지배를 받지 않는다는 의미로 붙여진 것이나 실제는 시상하부와 그 밖의 여러 중추신경의 지배를 받아 어느 정도 의식적인 조절이 가능하다. 자율신경계는 일반적으로 중추신경계로부터 반응기까지 하나의 뉴런으로 이어져 있는 체성신경계와 달리 중추신경계와 이어져 있는 신경절이라는 뉴런의 집합체로부터 나온다. 자율신경계는 교감신경계와 부교감신경계로 분류된다.

## 구조

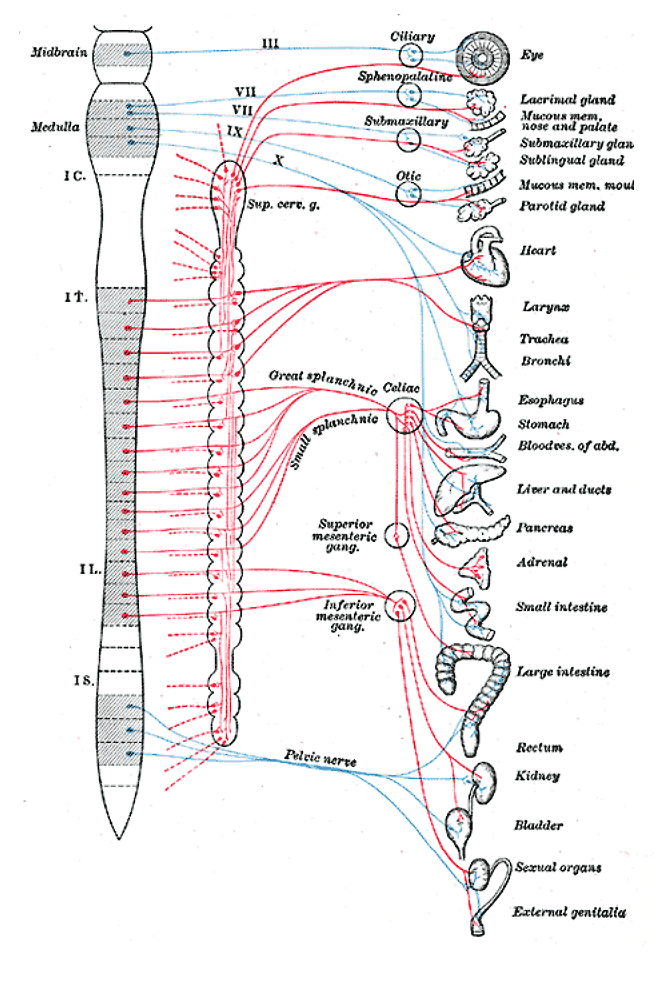
자율신경계 모식도. 붉은 선이 교감신경, 푸른 선이 부교감신경을 나타낸다.

자율신경계는 전통적으로 교감신경계와 부교감신경계(즉, 운동신경만)로 나누어져 있다. 교감부는 흉추와 요추 부위의 척수에서 나타나 L2-3 주변에서 끝난다. 부교감신경에는 두개천골 "유출"이 있는데, 이는 뉴런이 뇌신경(구체적으로 안구운동신경, 안면신경, 설인두신경 및 미주신경)과 천골(S2-S4) 척수에서 시작된다는 의미이다.
자율신경계는 순차적인 2개의 뉴런 원심성 경로가 필요하다는 점에서 독특하다. 신경절 이전 뉴런은 표적 기관에 신경을 분포시키기 전에 먼저 신경절 이후 뉴런에 시냅스를 형성해야 한다. 신경절 이전 또는 첫 번째 뉴런은 "유출"에서 시작하여 신경절 이후 또는 두 번째 뉴런의 세포체에서 시냅스를 형성한다. 그러면 신경절후 뉴런이 표적 기관에서 시냅스를 형성하게 된다.

자율신경계를 이루는 두 종류의 신경인 교감신경과 부교감신경은 서로 길항 작용을 한다.
교감신경과 부교감신경은 서로 반대의 작용을 하는 것처럼 보이나 각각 개별적으로 작동하며 상호작용하는 것으로 이해해야 한다.
이런 자율신경 기능의 문제가 발생한 것을 자율신경실조증(autonomic dysfunction)이라고 표현한다.

### 교감 부분
자율신경계를 이루는 개개의 원심성 말초신경이다. 중추는 척수의 가슴 및 허리 부분의 측각에 있고, 혈관이나 내장에 들어간다. 혈압 상승, 혈관 수축, 괄약근의 수축 등을 일으킨다.

### 부교감 부분
교감 신경과 더불어 자율 신경계를 이루는 신경으로 교감 신경이 촉진되면 억제하는 일을 하고, 신체가 흥분되면 심장의 구실을 억제하며 소화기의 작용을 촉진한다.

### 신경전달물질

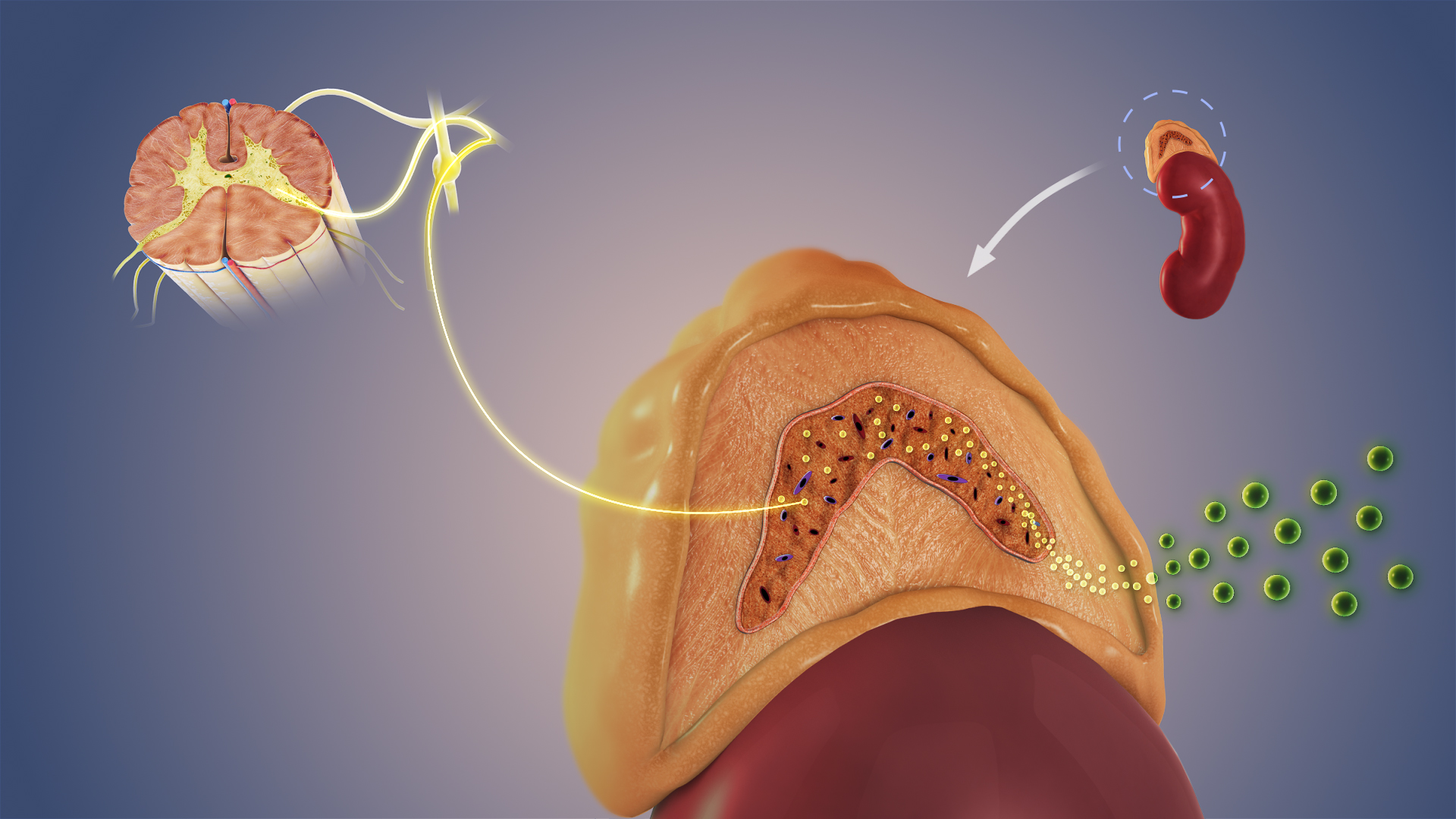
A flow diagram showing the process of stimulation of adrenal medulla that makes it release adrenaline, that further acts on adrenoreceptors, indirectly mediating or mimicking sympathetic activity.

## 기능

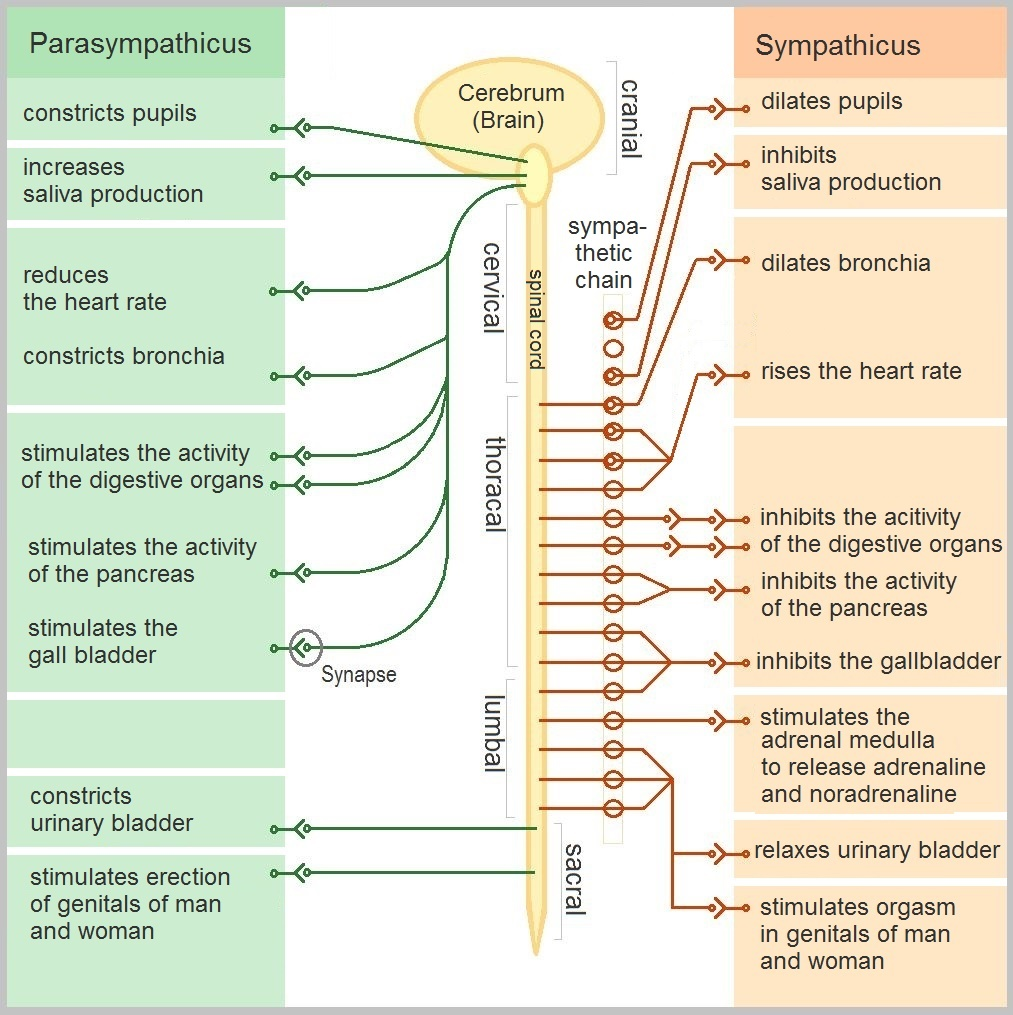
Function of the autonomic nervous system

### 교감신경계
```
- 골격근과 폐의 혈액 흐름 증가
- 세기관지 팽창
- 심박수 및 심근세포의 수축력 증가
- 동공 및 모양체 근육 이완
- 심장의 관상혈관 확장
- 장 괄약근, 요도 괄약근 수축
- 연동운동 억제
- 성적흥분
```

### 부교감신경계
```
- 위장 확장 및 혈류량 증가
- 세기관지 수축
- 동공 및 모양체 근육 수축
- 침샘자극, 연동운동 촉진
```

## 질환
- 자율신경실조증

정신적인 스트레스나 육체적인 피로에 의해 유발되는 경우가 많다. 두통이나 현기증이 일어나거나 땀이 많이 난다거나 손을 떤다거나 배가 아파서 설사를 하는 식으로 매우 다양한 증상이 나타나며 스트레스 등에 의해 그 증상은 더 심해진다. 스트레스를 완화하고 휴식을 취함으로써 증상을 완화시킬 수 있으며 심할 경우에는 신경전달물질이나 그러한 물질에 간섭하는 약물을 이용해서 치료하기도 한다.

## 같이 보기
- 감정
- 내장신경(splanchnic nerve)
- 교감신경줄기(sympathetic trunk)

## 참고
1. ↑  강신성 외, 생물과학, 아카데미서적, 2006, 363쪽
2. ↑  Neil A. Campbell, Jane B. Reece: Biologie. Spektrum-Verlag Heidelberg-Berlin 2003, ISBN 3-8274-1352-4